# ژولت کورچمار
ژولت کورچمار (مجاری: Korcsmár Zsolt؛ زادهٔ ۹ ژانویهٔ ۱۹۸۹) بازیکن فوتبال اهل مجارستان است.
از باشگاه‌هایی که در آن بازی کرده‌است می‌توان به باشگاه فوتبال بران، باشگاه فوتبال گروتر فورث، باشگاه ورزشی واشاش، باشگاه فوتبال اوی‌پشت، و باشگاه فوتبال میتیولن اشاره کرد.
وی همچنین در تیم ملی فوتبال مجارستان بازی کرده‌است.